# Everything Remains (As It Never Was)
Everything Remains (As It Never Was) è il quarto album in studio del gruppo musicale folk metal svizzero Eluveitie, pubblicato il 19 febbraio 2010 per Nuclear Blast.
Il primo trailer promozionale per l'album è stato pubblicato a novembre 2009, il secondo a dicembre, il terzo a gennaio e Il quarto a febbraio 2010.
Il video di Thousandfold è stato reso pubblico il 23 dicembre 2009. Il 27 gennaio 2010 viene pubblicata su MySpace un'altra canzone dell'album, dal titolo Kingdom Come Undone.
L'11 e il 12 dicembre 2009 il gruppo ha suonato per intero l'album assieme a pezzi acustici e altri pezzi degli album precedenti al Bad Bonn Club di Düdingen.
Dopo una settimana dalla pubblicazione il disco è entrato nelle classifica svizzera alla posizione numero 8, in quella austriaca alla numero 22 e in quella tedesca alla numero 19.

## Tracce

### CD
1. Otherworld - 1:55
2. Everything Remains As It Never Was - 4:25
3. Thousandfold - 3:18
4. Nil - 3:43
5. The Essence of Ashes - 4:00
6. Isara (Strumentale) - 2:44
7. Kingdom Come Undone - 3:22
8. Quoth the Raven - 4:42
9. (Do)minion - 5:08
10. Setlon (Strumentale) - 2:36
11. Sempiternal Embers - 4:52
12. Lugdunon - 4:01
13. The Liminal Passage (Strumentale) - 2:12
14. Otherworld Set (Bonus track dell'edizione limitata) - 2:34
15. The Liminal Passage Set (Bonus track dell'edizione limitata) - 2:49

### DVD
1. Videoclip of "Thousandfold"
2. Making of the videoclip
3. A closer look at the lyrics
4. Making of the album
5. Recording of "Thousandfold"
6. Recording of "(Do)minion"
7. Recording of "Quoth the Raven"

## Formazione
- Päde Kistler - cornamusa, flauto, fischio
- Merlin Sutter - batteria
- Siméon Koch - chitarra elettrica
- Chrigel Glanzmann - voce, mandolino, flauto traverso, fischio, cornamusa, gaita, chitarra acustica, bodhrán
- Meri Tadic - violino, voce
- Kay Brem - basso
- Ivo Henzi - chitarra elettrica
- Anna Murphy - ghironda, voce

### Ospiti
- Thebon (Keep of Kalessin) - voce in (Do)minion
- Brendan Wade - uilleann pipes in Otherworld, Setlon e The Liminal Passage
- Dannii Young - voce narrante in Otherworld e The Liminal Passage